# Theia Mons
Theia Mons is een schildvulkaan op de planeet Venus. Theia Mons werd in 1979 genoemd naar Theia, een Titaan uit de Griekse mythologie.
De vulkaan heeft een diameter van 226 kilometer, een maximum hoogte van circa 4000 meter en bevindt zich in het quadrangle Devana Chasma (V-29) op de hoogvlakte van de Beta Regio. Theia Mons is via Devana Chasma verbonden met Rhea Mons in het noorden. Vanaf de vulkaan loopt Zverine Chasma naar het westen en de 4600 kilometer lange kloof Devana Chasma loopt verder door in het zuiden richting Phoebe Regio.